# Escudo de Amposta
El escudo de armas de Amposta ha empleado desde tiempo inmemorial el emblema de la orden de San Juan de Jerusalén o cruz de Malta como ya recopilaba el Nobiliario de los reinos y señoríos de España, de Francisco Piferrer, obra de referencia en el estudio de la heráldica municipal publicado en 1860. Su blasón oficial incorpora este emblema histórico junto con otros elementos en una composición que quedó normalizada tras su aprobación en 2006 y descrita, según la terminología precisa de la heráldica, por el siguiente blasón:

De gules, una muralla de oro, abierta del campo, entre dos torres, de lo mismo y también abiertas del campo; en el jefe, escudete de oro, con cuatro palos de gules y en punta, una cruz de Malta de plata. Al timbre, corona mural de ciudad.

La composición está formada por tanto, sobre fondo de color rojo (gules), de la representación de una muralla de color amarillo con su puerta central flanqueada por dos torres también amarillas o de oro. La puerta de la muralla y las ventanas de las torres se pintan de rojo. En la parte superior contiene un pequeño escudo (escudete) con la señal real, sobre color amarillo, cuatro franjas verticales de rojo, composición también denominada en heráldica “de Aragón”. En la parte inferior, se dispone la cruz de la Orden de San Juan o de Malta, de color blanco o plata.
Este blasón fue aprobado oficialmente por la Generalidad de Cataluña el 29 de marzo de 2006 y publicado en el DOGC el 10 de agosto del mismo año con el número 4695. El diseño del conjunto suele presentarse en un contorno en forma de cuadrado apoyado sobre una de sus aristas (escudo de ciudad), y acompañado en la parte superior de un timbre según la configuración muy difundida en Cataluña al haber sido adoptada por la administración en sus recomendaciones para el diseño oficial.
El escudo tiene un carácter de evocación al remitir a las dos jurisdicciones históricas de la ciudad, simbolizada por la muralla y las torres. La señal real en referencia a su condición de ciudad de realengo y la de la castellanía de Amposta , centro de las posesiones del orden del Hospital en la Corona de Aragón.